# Золтан Кашаш
Золтан Кашаш (угор. Zoltán Kásás, 15 вересня 1946) — угорський ватерполіст.
Срібний призер Олімпійських ігор 1972 року.
Чемпіон світу з водних видів спорту 1973 року.
Чемпіон Європи 1974 року, срібний призер 1970 року.